# Бродац-Горни
Бродац-Горни (серб. Бродац Горњи / Brodac Gornji) — село в общине Биелина Республики Сербской Боснии и Герцеговины. Население составляет 810 человек по переписи 2013 года.

## Культура и образование
В сёлах Бродац-Горни и Бродац-Дони располагаются начальная школа имени Петара Кочича и церковь Святых Петра и Павла.